# Zanthoxylum apiculatum
Zanthoxylum apiculatum är en vinruteväxtart som först beskrevs av Sandw., och fick sitt nu gällande namn av Alma May Waterman. Zanthoxylum apiculatum ingår i släktet Zanthoxylum och familjen vinruteväxter. Inga underarter finns listade i Catalogue of Life.